# El Águila (kommun)
El Águila är en kommun i Colombia.   Den ligger i departementet Valle del Cauca, i den centrala delen av landet, 220 km väster om huvudstaden Bogotá. Antalet invånare är 10 689. Arean är 199 kvadratkilometer.
Terrängen i El Águila är bergig åt sydväst, men åt nordost är den kuperad.